# فيوري (معكرونة)
فيوري (Fiori) هي نوع من المعكرونة التي تأخذ شكلاً زخرفياً. في الإيطالية كلمة فيوري تعني الزهور. هذه المعكرونة كثيرة الشبه بمعكرونة روتيله.